# Ilija Garašanin
Ilija Garašanin (Kragujevac, 16. siječnja 1812. – Beograd, 10. lipnja 1874.) je bio srpski književnik, političar i premijer, poznat kao autor velikosrpskog programa Načertanije.
Garašanin je učio kod privatnih učitelja jer mu je otac bio bogati trgovac. Od 1837. godine obnaša dužnost carinika u Višnjici i Beogradu. Postao je prvi zapovjednik srpske regularne vojske, s činom pukovnika. Od listopada 1842. na dužnosti je pomoćnika ministra unutarnjih poslova. Od 1843. obnaša dužnost ministra unutarnjih poslova.
Od 13. rujna 1852. – 14. ožujka 1853. Garašanin je knežev predstavnik i ministar vanjskih poslova, a 1853. godine otpušten je s te dužnosti na zahtjev Rusije. No, ipak se borio protiv austrofilske politike kneza Aleksandra Karađorđevića i smatrao kako se Srbija treba oslanjati na Francusku i Rusiju. Godine 1858. ponovo postaje ministar vanjskih poslova.
Na poziv kneza Mihaila 9. prosinca 1861. godine postaje predsjednik Ministarskog savjeta i ministar vanjskih poslova. Na toj dužnosti ostaje do 3. studenog 1867. godine. Prihvatio je ideje kralja Mihaila o ratu s Turcima i radio na sklapanju saveza s Crnom Gorom i Grčkom u pripremanju ustanka protiv Turaka. 
U Srbiju je Garašanin uveo kruti policijski i birokratski način uprave. Utjecao je na odluku Svetoandrejske skupštine o zbacivanju dinastije Karađorđevića kojoj je prethodno služio i postao vatrenim zagovornikom konkurentskih Obrenovića. Kao ministar vanjskih poslova 1858. donio Zakon o narodnoj skupštini.
Iz službe je otpušten 1867. nakon jedne od bezbrojnih dvorskih intriga koje je tijekom svoje karijere često i sam organizirao. Navodno, Garašanin se protivio kneževoj ženidbi s Katarinom Konstantinović. 
Nakon toga živo je na svome imanju kraj Beograda i posljednje godine života proveo je izvan politike. 
Najpoznatije Garašaninovo djelo je tajni, nacionalistički i ekspanzionistički plan Načertanije, napravljen 1844. za potrebe srpske vlade. Načertanije je ideološki osnov pokušajima stvaranja Velike Srbije, kako tijekom 19. tako i u 20. stoljeću.